# Dinand Woesthoff
Marco Frank Ferdinand (Dinand) Woesthoff (Gorinchem, 6 september 1972) is een Nederlandse zanger. Hij is leadzanger van de Haagse rockband Kane.

## Biografie
Woesthoff komt uit Gorinchem en volgde daar een opleiding aan het Merewade College. Hij heeft een Indische vader, een Nederlandse moeder en een zus. In 1998 begon Woesthoff samen met gitarist Dennis van Leeuwen de band Kane, die in 1999 doorbrak met het nummer "Where Do I Go Now".
Op 17 september 2003 trouwde hij in Las Vegas met de Nederlandse actrice Guusje Nederhorst, met wie hij op 29 juni 2003 een zoon had gekregen. Op 29 januari 2004 overleed Nederhorst op 34-jarige leeftijd aan de gevolgen van borstkanker. Woesthoff bracht hierna een single uit ter nagedachtenis, "Dreamer (Gussie's Song)". Dit lied, waarvan de opbrengsten (273.000 euro) naar KWF Kankerbestrijding gingen, haalde in Nederland de nummer 1-positie en werd platina. Woesthoff hertrouwde op 30 mei 2009 en kreeg met zijn nieuwe echtgenote twee zoons en een dochter.
Van 2015 tot en met 2016 was Woesthoff te zien als jurylid in het RTL 4-programma Superkids. Nadat de band Kane gestopt was, heeft Woesthoff zich eerst gericht op de productie en promotie van de film Woezel & Pip Op zoek naar de Sloddervos!, die op 20 januari 2016 uitkwam en is gebaseerd op een kinderboek dat Guusje Nederhorst schreef.
Tijdens de Tweede Kamerverkiezingen van 2017 stond Woesthoff als lijstduwer op de kandidatenlijst voor de Partij voor de Dieren.

## Discografie

### Albums
| Album met eventuele hitnotering(en) in de Nederlandse Album Top 100 | Datum van verschijnen | Datum van binnenkomst | Hoogste positie | Aantal weken | Opmerkingen |
| ------------------------------------------------------------------- | --------------------- | --------------------- | --------------- | ------------ | ----------- |
| Luck of birth                                                       | 14-05-2021            | 22-05-2021            | 7               | 1            |             |

| Album met hitnotering(en) in de Vlaamse Ultratop 200 albums | Datum van verschijnen | Datum van binnenkomst | Hoogste positie | Aantal weken | Opmerkingen |
| ----------------------------------------------------------- | --------------------- | --------------------- | --------------- | ------------ | ----------- |
| Luck of birth                                               | 14-05-2021            | 22-05-2021            | 170             | 1            |             |

### Singles
| Single met eventuele hitnotering(en) in de Nederlandse Top 40 | Datum van verschijnen | Datum van binnenkomst | Hoogste positie | Aantal weken | Opmerkingen                                                           |
| ------------------------------------------------------------- | --------------------- | --------------------- | --------------- | ------------ | --------------------------------------------------------------------- |
| Dreamer (Gussie's song)                                       | 2004                  | 21-02-2004            | 1(2wk)          | 10           | Nr. 1 in de Single Top 100 / Alarmschijf                              |
| Legendary lane                                                | 2014                  | 22-02-2014            | 25              | 4            | Nummer voor Holland Heineken House 2014 / Nr. 28 in de Single Top 100 |
| Whatever comes for me                                         | 2020                  | 25-04-2020            | tip22           | -            |                                                                       |
| Can you hear me                                               | 2020                  | 20-06-2020            | tip9            | -            |                                                                       |

- Gemeinsame Normdatei: 135332591
- International Standard Name Identifier: 0000 0003 7191 9957
- MusicBrainz: bb318f29-152d-4408-b89e-26dfab323a76
- Virtual International Authority File: 80114376
- WorldCat: E39PBJpPBC77BB68FMvHmH63Qq